# Đội tuyển bóng đá trong nhà quốc gia Litva
Đội tuyển bóng đá trong nhà quốc gia Litva được điều hành bới Liên đoàn bóng đá Litva, cơ quan điều hành bóng đá ở Litva và đại điện bóng đá trong nhà quốc gia trong các giải quốc tế, chẳng hạn như Giải vô địch bóng đá trong nhà thế giới và Giải vô địch châu Âu Litva sẽ được ra mắt vào Giải vô địch thế giới 2020 với tư cách chủ nhà.